# Dyego Henrique Zuffo
Dyego Henrique Zuffo, más conocido como Dyego, (Palmitos, 5 de agosto de 1989) es un jugador de fútbol sala ambidiestro que juega de ala en el Fútbol Club Barcelona de la Liga Nacional de Fútbol Sala. Es internacional con la selección de fútbol sala de Brasil.

## Palmarés

### Barcelona
- Supercopa de España de Fútbol Sala (1): 2014
- Copa de la UEFA de Fútbol Sala (1): 2014
- Copa del Rey de fútbol sala (2): 2014, 2018
- Liga de Campeones de la UEFA de fútbol sala (3): 2014, 2020, 2022

## Clubes
- Krona Joinville
- Copagril
- Krona Joinville ( -2013)
- Fútbol Club Barcelona (2013- )[2]